# Docofossor
Docofossor — вимерлий ссавцеподібний докодонт юрського періоду. Його залишки були знайдені в Китаї з порід віком 160 мільйонів років. Схоже, що це була найдавніша з відомих підземних ссавцеподібних тварин, з адаптаціями, надзвичайно схожими на сучасних Chrysochloridae, златокротів.

## Відкриття
Скам'янілості Docofossor brachydactylus, голотип BMNH 131735, а також Agilodocodon scansorius спочатку були знайдені фермерами поблизу Наньшімень у провінції Хебей у шарі китайської формації Тяодзішань (Оксфорд) і придбані Пекінським музеєм природної історії. Голотип складається зі стисненого скелета з черепом і нижньою щелепою, що збереглися на пластині та контрпластині разом із залишками м'яких тканин. Пошкоджено область плечового поясу та хвіст. Типовий вид Docofossor brachydactylus був названий і описаний Zhe-Xi Luo, Meng Qingjin, Ji Qiang, Liu Di, Zhang Yuguang і April I. Neander у журналі Science у 2015 році. Родова назва стосується членства в Docodonta та спосіб життя в норах, fossor означає «копач» на латині. Видова назва походить від дав.-гр. βραχύς, «короткий», і δάκτυλος, «палець», що стосується скорочення фаланг пальців.

## Скелет
Докофоссор був щонайменше дев'яти сантиметрів у довжину без хвоста і важив щонайменше дев’ять грамів, можливо, шістнадцять. Він мав структуру скелета та пропорції тіла, разюче схожі на сучасного африканського золотистого крота. У нього були лопатоподібні пальці для копання, короткі й широкі верхні корінні зуби, характерні для ссавців, які шукають їжу під землею, а також розпростерта поза, яка вказувала на підземне переміщення. Короткі задні кінцівки були всього двадцять три міліметри. Кінець морди був тупим і трохи нависав.

## Філогенез
Docofossor був поміщений в Docodontidae разом з Docodon і Haldanodon. Docodontidae є базальними Mammaliaformes поза групою Mammalia.

## Палеобіологія
Колись вважалося, що ранні ссавцеподібні мали обмежені екологічні можливості для диверсифікації під час мезозойської ери, де домінували динозаври. Проте Docofossor та численні інші скам'янілості, включаючи спорідненого Castorocauda, що плавала й харчувалася рибою, надають переконливі докази того, що ссавцеподібні були пристосовані до різноманітних середовищ, попри конкуренцію з боку динозаврів.